# Thanatopraxie

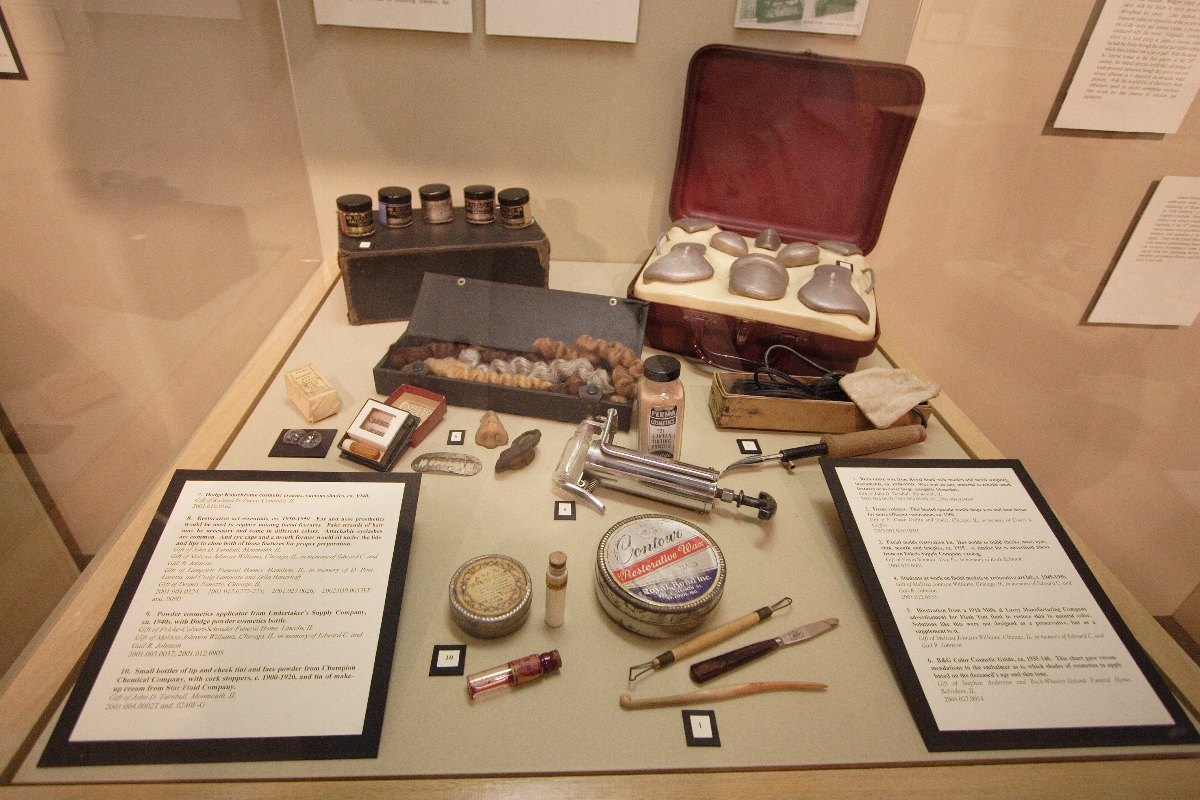
Wiederherstellungwerkzeuge

Thanatopraxie oder Thanatopraxis (von griech. θανατος thanatos „Tod“, siehe Thanatos, Gott des Todes in der griechischen Mythologie; πραξια praxia „Handwerk“) umfasst alle Tätigkeiten im Bestattungswesen, die über eine hygienische Totenversorgung hinaus nötig sind, um die ästhetisch und hygienisch einwandfreie Aufbahrung eines Verstorbenen zu gewährleisten.
Eine thanatopraktische Behandlung vereinfacht den Hinterbliebenen die pietätvolle Abschiednahme am offenen Sarg.
Im engeren Sinn gehören zur Thanatopraxie beispielsweise die optische Wiederherstellung von Unfallopfern und die vorübergehende Konservierung einer Leiche zum Zwecke ihrer Überführung ins Ausland oder ihrer öffentlichen Aufbahrung im offenen Sarg über einen längeren Zeitraum hinweg. Wissenschaftliche Grundlage der Thanatopraxie ist die Thanatologie, Ausführende sind Bestatter, die zusätzlich qualifizierte „Thanatopraktiker“ oder „praktische Thanatologen“ sind.
Als Aufgabengebiete der Thanatopraxie können insbesondere gezählt werden:

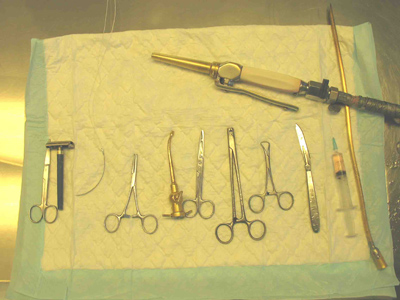
Instrumente, wie sie beim Modern Embalming verwendet werden

- die Wiederherstellung des ästhetischen Erscheinungsbildes des Verstorbenen durch spezielle Kosmetik, Restaurierung oder Rekonstruktion, besonders dann, wenn der Körper durch Gewalteinwirkung, Unfalltod, Krankheit, Verfärbung, außergewöhnlich schnelle Verwesung, Suizid entstellt ist.
- die Verzögerung der Verwesung des Leichnams durch Einbalsamierung (Modern Embalming). Dabei wird das Blut durch einen verwesungshemmenden Wirkstoff ersetzt, der meist auf Formalin basiert.
- die Herstellung von Totenmasken des Verstorbenen.